# 黎文紀
黎文紀（越南语：／；1892年—？年），越南阮朝官員、醫生。

## 生平
黎文紀是河靜省德壽府羅山縣文林總古虞社樂善村（今屬河靜省德壽縣德中社）人，舉人黎文繞之子，成泰四年（1892年）出生。本為太醫院醫副，後於啟定三年（1918年）參加承天場鄉試，考中舉人。次年（1919年），會試中格，庭試考中三甲同進士出身。
黎文紀中進士後沒有成為行政官員，而是繼續做醫生，進行醫學研究。他的弟弟黎文签是越南20世紀著名科學家。